# マッケンジー脱出作戦
マッケンジー脱出作戦(原題：The McKenzie Break)は、1970年に公開された戦争映画である。監督はラモント・ジョンソン、主演はブライアン・キース。第二次世界大戦中のスコットランドを舞台に、ドイツ国防軍捕虜らの脱走計画を描く。

## あらすじ
スコットランド北部に設置された英軍のマッケンジー捕虜収容所。所長のペリー少佐は反抗的な捕虜長ヴィリ・シュレーター大佐率いるおよそ600人のドイツ軍捕虜に手を焼いていた。シュレーターは元Uボートエースで、海軍はもとより陸軍や空軍の捕虜からの人望も厚く、彼らを団結させてはペリーに反抗して騒動を起こしている。そんな中、捕虜の動向を調査するべく英陸軍情報部員のジャック・コナー大尉がマッケンジー捕虜収容所に派遣された。コナーは事前の情報から騒動は脱走計画のカモフラージュであると考えており、上官のカー将軍にもそのように報告している。
コナー着任の日、いつものように毎朝の点呼にシュレーター率いるドイツ捕虜団は応じず、強行突入を図る英軍看守を返り討ちにしようと大規模な暴動を巻き起こす。コナーは予め要請してあった消防車による放水でこれを鎮圧するが、その際に空軍捕虜のナイチェルが脱走を図ろうとしたのを目撃する。ナイチェルはひどく暴行を受けており、運び込まれた医務室では「28人の乗組員」という言葉をうわ言のように繰り返していた。これを聞いたコナーはシュレーターが何らかの脱走計画を目論んでいる事を確信するものの、ナイチェルはその晩のうちに自殺を装う形で殺害されてしまった。
次の日からコナーは収容所の調査に着手し、また一方のシュレーターは密かに脱走計画を進めていた。その計画とは、総統命令に基づき28人のUボート乗組員を脱走させるというもので、ドイツ兵たちは収容棟の下にトンネルを掘り進めていたのである。さらに2人の捕虜が英国に潜入中のドイツ軍スパイと接触を図るべく、英国兵に化けて暴動の折に脱走していた。しかしコナーは捕虜宛ての郵便の中に隠されていた暗号を見抜き、シュレーターの計画を看破したのである。すぐにシュレーターらを逮捕しようと意気込むペリーに対し、コナーは一旦敢えて脱走させ、彼らを回収するべく接近しているUボートごと一網打尽にしようと提案する。
大雨の降る夜、突如として収容棟の天井が落ちる。捕虜たちは生き埋めになり、マッケンジー収容所は混乱の極みに陥った。天井の上に隠されていたトンネルの土が、雨漏りのせいで水を吸い、その重みに耐え切れなくなったのだとほとんどの捕虜は信じたが、実はこれもUボート乗組員を脱出させる為の陽動であった。シュレーターが天井裏に上り、補強ワイヤを外したのである。これに気づいた陸軍の技官を撲殺し、シュレーターらはトンネルを抜けて収容所を脱走したのであった。
夜が明けると、ついにシュレーターらの脱走が明らかになる。コナーはすぐさま警察及び陸軍に検問の設置を要請し、シュレーターらの捜索を開始する。やがて警察から不審なトラックを発見した旨の報告を受け、コナーは自らも偵察機に乗り込み追跡に移った。そしてある海岸から、沖に浮上したUボートへと向かうゴムボートとそれに乗り込んだシュレーターらの姿を発見した。コナーの要請を受けた英海軍の高速魚雷艇もここへ急行する。Uボートは捕虜の回収を中断して潜行し、英海軍による爆雷攻撃も空しく海深くへと姿を消してしまった。後には高速魚雷艇とシュレーターら4名のドイツ兵のみが残された。付近に着陸した偵察機の無線機からは作戦経過の報告を求めるカー将軍の呼び出しが響き渡る。多くの捕虜を犠牲にしながらも脱走に失敗したシュレーター、結果的に大量の捕虜の脱走を許してしまったコナー。丘の上から海上のシュレーターを見降ろしながら、コナーは「お互いにまずいことになったな」と嘆くのだった。

## キャスト
※括弧内は日本語吹替（初回放送1976年5月3日『月曜ロードショー』）
- ブライアン・キース（田中明夫）- ジャック・コナー大尉
- ヘルムート・グリーム（内海賢二）- ヴィリ・シュレーター大佐
- イアン・ヘンドリー（英語版） - ペリー少佐
- ジャック・ワトソン（英語版） - ベン・カー少将
- パトリック・オコーネル（英語版） - コックス伍長

## 背景
本作のプロットは実在のUボートエース、オットー・クレッチマー少佐による脱走計画がモチーフになっている。1941年以降、クレッチマーは各地の捕虜収容所を転々としていたが、やはり郵便に暗号文を紛れ込ませる方法でドイツ本国との連絡を試みていた。彼は本国からの命令により不明となっていたU-570の行方を密かに追っており、これが鹵獲されていることが判明すると、同じ収容所に移動してきた元U-570副長ベルンハルト・ベルントを被告とする「名誉法廷」を開き、ベルント及び艦長ハンス＝ヨアヒム・ラームロウ(不在)に対して「臆病による有罪」を宣告した。これを受け、半ば強制される形でベルントはU-570の奪還あるいは破壊のため、10月18日夜から19日早朝にかけて収容所を脱走した。その後ベルントはホーム・ガード隊員らに逮捕された後、逃亡を試みて射殺されている。また、捕虜となったUボート乗組員の脱走を支援する計画は実在しており、これは「タゲリ」作戦(Unternehmen kiebitz)と呼ばれた。この作戦はカナダの第30収容所(Camp 30)からクレッチマーを含む4人の海軍将校を脱出させるべくドイツ海軍が立案したものだったが、結局は失敗に終わった。また劇中語られるシュレーターのニックネーム、「静かなるヴィリー」も、クレッチマーのニックネームである「静かなるオットー」から取られている。ただし、クレッチマーらがシュレーターのように友軍の将兵を殺害したという記録は残されていない。